# Pseudatomoscelis seriatus
Pseudatomoscelis seriatus är en insektsart som först beskrevs av Reuter 1876.  Pseudatomoscelis seriatus ingår i släktet Pseudatomoscelis och familjen ängsskinnbaggar. Inga underarter finns listade i Catalogue of Life.